# Ungaran (vulkaan)

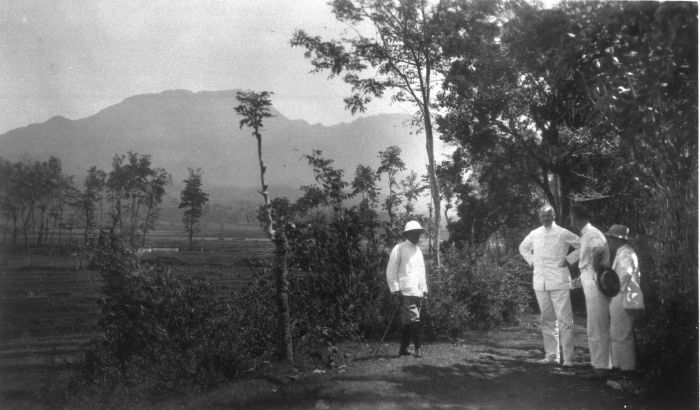
Landschap en desa in de omgeving van de vulkaan Ungaran op Midden Java (ca. 1928).

Ungaran (Indonesisch: Gunung Ungaran) is een stratovulkaan op het Indonesische eiland Java in de provincie Midden-Java.